# Tragedia di Newgate del 1807
La tragedia di Newgate del 1807 è un riferimento ai fatti avvenuti la sera del 23 febbraio 1807, a Londra, presso la prigione di Newgate. Il disastro avvenne quando gran parte della densa folla presente per una tripla esecuzione presso la prigione di Newgate si diede alla fuga dopo essere disturbata da un carro di legni che si rovesciò a terra innescando una serie di eventi fatali. Ne risultarono diversi morti e feriti.

## Il condannato
Nel 1806 i processi di John Holloway e Owen Haggerty all'Old Bailey per l'uccisione di John Cole Steele, il proprietario di una lavanderia assassinato a Londra nel 1802, attirarono la stampa sul caso. Entrambi gli uomini erano infatti accusati dell'assassinio sulla base della testimonianza di un complice, un certo Benjamin Hanfield, il quale disse che Holloway avrebbe massacrato John Steele mentre altri tre lo derubavano a Hounslow Heath. Holloway e Haggerty vennero condannati a morte per impiccagione alla prigione di Newgate assieme ad un'altra assassina, Elizabeth Godfrey (che per errore aveva assassinato un uomo in un caso a parte), mentre Hanfield che era in procinto di partire per una colonia penale per un furto, venne lasciato libero per la sua testimonianza. Il fatto che Holloway e Haggerty fossero stati condannati a morte sulla base di una semplice testimonianza, molti contemporanei credettero all'innocenza dei due e per questo molte persone vollero presenziare alla loro esecuzione, anche per muovere delle proteste contro la sentenza.

## La folla
La folla delle persone che si accalcò lungo il muro esterno della prigione di Newgate per assistere all'esecuzione era di circa 40.000 persone la mattina del 23 febbraio 1807. Vi erano persone provenienti da Hounslow e da Bagshot, e per la mancanza di posti in strada, molti si erano arrampicati su carri, lampioni o finestre per assistere all'esecuzione. "Non solo lo spazio di fronte all'Old Bailey, ma anche tutte le finestre ed i tetti erano affollati di spettatori e anche i punti più lontani delle vie circostanti..." La folla era così pressata che il suo movimento ricordava quello delle onde del mare.

## La calca

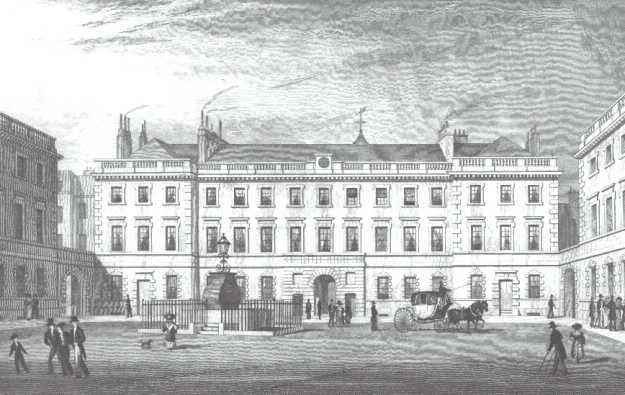
I feriti nell'incidente vennero curati al St. Bartholomew's Hospital.

John Holloway stesso incitò la folla gridando dal patibolo: "Signori, sono innocente in questa faccenda. Non sono mai stato con Hanfield e nemmeno conosco il posto [dove è avvenuto l'omicidio]. Mi inginocchio e lo giuro." Attorno alle 8:06-8:08 il boia tirò la leva e la botola si aprì sotto Holloway, Haggerty e Godfrey. Gli spettatori, impazienti e sovreccitati, cercavano di farsi strada verso il patibolo per avere una visione migliore di quanto stesse accadendo. Quanti si trovavano all'angolo di Green Arbor Lane vennero improvvisamente disturbati dalla caduta accidentale di un carro di legno, che collassò al suolo rovesciando il contenuto a terra. Poco dopo, un pasticciere ad alcuni metri di distanza cadde a terra con una torta in mano e scatenò lo spostamento di buona parte di chi gli si trovava attorno.
Questo spostamento di persone provocò un fuggi fuggi generale, mentre la polizia era impegnata a disperdere la folla che, obiettivamente, appariva eccessiva. Complice la strada stretta, le persone si accalcarono e iniziarono una fuga rovinosa, provocando dozzine di morti e molti feriti. La fuga proseguì per quasi un'ora, in quanto diveniva sempre più difficile far spazio nell'area, dal momento che molte erano le persone che comunque volevano rimanere a vedere il resto delle operazioni della giustizia. Alla fine della vicenda risultarono circa 34 i morti e 15 i feriti gravi che vennero portati al St Bartholomew's Hospital.